# Castellanos de Villiquera
Castellanos de Villiquera és un municipi de la província de Salamanca a la comunitat autònoma de Castella i Lleó. Limita al nord amb Calzada de Valdunciel, Valdunciel, Palencia de Negrilla i Negrilla de Palencia, a l'Est amb La Vellés i Monterrubio de Armuña, al Sud amb Villares de la Reina i Villamayor i a l'Oest amb Valverdón. El 1975 es va unir amb Carbajosa de la Armuña i La Mata de la Armuña per a formar un sol municipi.

## Demografia
| 1991 | 1996 | 2001 | 2004 |
| ---- | ---- | ---- | ---- |
| 452  | 565  | 576  | 577  |